# Cyanoptila
Genre
Cyanoptila est un genre d’oiseaux de la famille des Muscicapidae.

## Liste d'espèces
Selon la classification de référence du Congrès ornithologique international (version 2.11, 2012) :
- Cyanoptila cyanomelana – Gobemouche bleu
- Cyanoptila cumatilis – Gobemouche de Zappey